# Бетра
Бетра — река в России, течёт по территории Бурзянского и Баймакского районов Башкортостан. Устье реки находится на высоте 571 м над уровнем моря в 7,7 км по левому берегу реки Талатши. Длина реки составляет 11 км.

## Данные водного реестра
По данным государственного водного реестра России относится к Уральскому бассейновому округу, водохозяйственный участок реки — Сакмара от истока до впадения реки Большой Ик. Речной бассейн реки — Урал (российская часть бассейна).
Код объекта в государственном водном реестре — 12010000512112200004839.